# Dinarmoides spilopterus
Dinarmoides spilopterus är en stekelart som beskrevs av Masi 1924. Dinarmoides spilopterus ingår i släktet Dinarmoides och familjen puppglanssteklar. Arten är reproducerande i Sverige. Inga underarter finns listade i Catalogue of Life.